# Calliclava jaliscoensis
Calliclava jaliscoensis é uma espécie de gastrópode do gênero Calliclava, pertencente a família Drilliidae.